# Philautus cinerascens
Philautus cinerascens és una espècie de granota que es troba a Myanmar.